# 志賀直温 (政治家)
志賀 直温（しが なおはる、1948年（昭和23年）10月14日 - ）は、日本の政治家。元千葉県東金市長（5期）、元東金市議会議員（3期）。

## 来歴
千葉県山武郡東金町（現・東金市）押堀に生まれる。東金市立東金小学校、東金市立東金第一中学校、千葉県立成東高等学校卒業。1971年（昭和46年）3月、弘前大学農学部卒業。
1989年（平成元年）、東金市議会議員選挙に初当選。以後、市議を3期務める。
1998年（平成10年）の東金市長選挙に初当選。4月25日、市長就任。2012年（平成24年）、千葉県市長会会長に就任。
2014年（平成26年）の市長選では5回目の当選を果たした。
2018年（平成30年）の市長選には立候補せず、5期20年を以て引退を表明した。
2019年（平成31年／令和元年）春の叙勲で旭日中綬章を受章。